# Вилбон
Вилбон (на френски: Villebon, [vilbɔ̃], Fr-Paris--Villebon.ogg) е село в северна Франция, част от департамента Йор е Лоар на регион Център-Вал дьо Лоар. Населението му е около 76 души (2017).
Разположено е на 252 метра надморска височина в Парижкия басейн, на 22 километра западно от Шартър и на 74 километра северозападно от Орлеан. Селището се развива около основания в края на XIV век замък.

## Известни личности
Починали във Вилбон
- Максимилиен дьо Бетюн (1560 – 1641), генерал и политик